# Кастаніа Тауншип (округ Клінтон, Пенсільванія)
Кастаніа Тауншип (англ. Castanea Township) — селище (англ. township) в США, в окрузі Клінтон штату Пенсільванія. Населення — 1107 осіб (2020).

## Демографія
Згідно з переписом 2010 року, у селищі мешкало 1185 осіб у 527 домогосподарствах у складі 351 родини. Було 548 помешкань
Расовий склад населення:
| - 98,0 % — білих - 0,3 % — азіатів - 0,2 % — чорних або афроамериканців - 0,1 % — корінних американців |

До двох чи більше рас належало 1,4 %. Частка іспаномовних становила 0,3 % від усіх жителів.
За віковим діапазоном населення розподілялося таким чином: 18,5 % — особи молодші 18 років, 64,2 % — особи у віці 18—64 років, 17,3 % — особи у віці 65 років та старші. Медіана віку мешканця становила 44,2 року. На 100 осіб жіночої статі у селищі припадало 101,9 чоловіків;  на 100 жінок у віці від 18 років та старших — 98,4 чоловіків також старших 18 років.
Середній дохід на одне домашнє господарство  становив 56 137 доларів США (медіана — 41 375), а середній дохід на одну сім'ю — 66 807 доларів (медіана — 55 417). Медіана доходів становила 43 214 долари для чоловіків та 31 563 долари для жінок. За межею бідності перебувало 12,0 % осіб, у тому числі 20,2 % дітей у віці до 18 років та 3,5 % осіб у віці 65 років та старших.
Цивільне працевлаштоване населення становило 625 осіб. Основні галузі зайнятості: освіта, охорона здоров'я та соціальна допомога — 30,7 %, виробництво — 20,2 %, мистецтво, розваги та відпочинок — 12,8 %, роздрібна торгівля — 9,3 %.